# Il Grande Tiratore
Il Grande Tiratore (titolo originale Deadeye Dick) è un romanzo dello scrittore statunitense Kurt Vonnegut, uscito in originale nel 1982, in Italia nel 1984 edito da Bompiani.
È in gran parte ambientato nella cittadina immaginaria di Midland City, già utilizzata da Vonnegut nel precedente La colazione dei campioni, da cui riprende anche alcuni personaggi, come il venditore di auto Dwayne Hoover e la moglie Celia, in ruoli secondari.

## Trama
Rudy Waltz è uno dei pochi sopravvissuti alla bomba a neutroni che ha ucciso tutti gli abitanti di Midland City, cittadina dell'Ohio dove è nato e ha vissuto per buona parte della sua vita. A lui spetta dunque il compito di narrare la sua bizzarra storia, che si inizia col padre Otto, artista per scelta materna e nullafacente per attitudine, a cui capita, durante un periodo di vagabondaggio a Vienna, l'avventura di conoscere tal Adolf Hitler, condividendone la sorte di artista rifiutato dalla prestigiosa Accademia di belle arti. Episodio di breve durata, interrotto dall'intempestivo arrivo della prima guerra mondiale, che costringe l'intraprendente Otto Waltz ad un precipitoso ritorno a casa, dove potrà costruirsi una finzione di stimato artista con buon successo, grazie alla totale mancanza di cultori d'arte nel circondario, ed alla cospicua rendita garantita dal lascito dei genitori, prematuramente scomparsi per un incidente domestico.
Dopo un matrimonio felice e la nascita di Felix e Rudolf, l'estroso Otto riallaccia i contatti con l'amico Hitler, divenuto nel frattempo cancelliere tedesco, e decide di diventare fiero propagandista del nuovo ordine nazista negli Stati Uniti. Errore clamoroso, anche se non nell'immediato.
Il passo falso sarebbe dimenticato ma arriva l'episodio che cambia la vita di Rudy e famiglia: il giovane figlio minore, dopo una gara vinta al poligono, e fiero di essere stato appena dotato delle chiavi dell'armeria, per festeggiare spara un colpo dalla finestra con una carabina da tiro. Il proiettile ad otto isolati di distanza uccide una signora incinta che stava facendo dei lavori domestici, così guadagna il soprannome di Grande Tiratore. Pura sfortuna, a cui si aggiunge il protagonismo del padre, entusiasta nell'autoaccusarsi del tragico incidente, totalmente inconsapevole delle conseguenze.
La reazione di sdegno ed avversione della cittadinanza è un colpo durissimo per lo sventato, più ancora che per il povero Rudy, a cui comunque tocca un trattamento brutale e un discredito di cui non potrà mai liberarsi. Il giovane Rudy decide di diventare quindi un "neutro": uno che vive la sua vita in maniera preferibilmente passiva, fuggendo dalle occasioni sociali, nel tentativo di evitare di combinare nuovi guai e di alleviare i sensi di colpa. Si laurea farmacista e lavorando come commesso di notte in una farmacia, diventa servitore dei genitori, ridotti sul latrico dalle cause legali. Nell'unica occasione in cui si espone per sfuggire alla quotidianità, avendo ottenuto la messa in scena di una propria commedia a New York grazie alla vittoria in un premio letterario, non farà nulla per evitare che si trasformi in un fiasco totale.
Pure il fratello Felix fa i conti con la cattiva stella che segna la famiglia Waltz: dopo una carriera di successo come speaker radiofonico, che lo porta alla presidenza della NBC, carriera costellata da una serie di matrimoni e divorzi, subisce un brusco tracollo, che lo costringe ad un mesto ritorno a Midland City. E quando un incidente (davvero un incidente?) uccide gli abitanti della cittadina, i due fratelli Waltz, da poco esuli ad Haiti per scelta ed occasione, decidono di concedersi un'ultima visita al loro luogo di nascita. Durante la visita al locale cimitero, in mancanza di fantasmi, spetta al cuoco haitiano che li accompagna evocarne uno.

## Personaggi
- Rudolf Waltz. Voce narrante. A causa di un episodio tragico avvenuto quando aveva solo 12 anni, l'omicidio involontario di una donna incinta, si ritrova un soprannome impegnativo, ed una pesante quantità di sensi di colpa che lo accompagneranno per il resto della sua vita.
- Otto Waltz. Padre di Rudolf e Felix, dotato di una personalità affascinante e di una vena artistica al limite del genio, che esprime esclusivamente nel riuscire a far credere di essere un artista. Finirà travolto dalle proprie contraddizioni, e non riuscirà più a riprendersi.
- Felix Waltz. Fratello maggiore di Rudolf, ed apparentemente l'unico della famiglia esente da problemi, non sfugge alla cattiva sorte ma riesce ad evitare la fine della città natale, salvandosi ad Haiti.
- Emma Wetzel. Madre di Rudolf e Felix, dotata della singolare caratteristica di non averne alcuna: l'inutilità personificata.
- Celia Hildreth. Bellissima ragazza, totalmente impreparata all'impatto con i Waltz, ne rimane traumatizzata. Finisce vittima di un matrimonio sbagliato e delle anfetamine.
- Gino e Marco Maritimo. Due fratelli italiani arrivati in America per sfuggire alla guerra, sono aiutati da Otto in un momento critico. Faranno fortuna e cercheranno il modo di ricambiare.

## Edizioni
- Kurt Vonnegut, Il Grande Tiratore, traduzione di Pier Francesco Paolini, 1ª ed., Bompiani, marzo 1984  [1982].